# Federazione di hockey su ghiaccio dei Paesi Bassi
La Federazione olandese di hockey su ghiaccio (nld. Nederlandse IJshockey Bond, NIJB) è un'organizzazione fondata nel 1933 per governare la pratica dell'hockey su ghiaccio nei Paesi Bassi.
Ha aderito all'International Ice Hockey Federation il 20 gennaio 1935.